# مايك دونالد
مايك دونالد (بالإنجليزية: Mike Donald)‏ هو لاعب غولف أمريكي، ولد في 11 يوليو 1955 في غراند رابيدز في الولايات المتحدة.

## وصلات خارجية
- مايك دونالد على موقع رابطة لاعبي الغولف المحترفين (الإنجليزية)
- مايك دونالد على موقع رابطة اليابان للاعبي الغولف المحترفين (الإنجليزية)
- مايك دونالد على موقع التصنيف العالمي الرسمي للغولف (الإنجليزية)